# Bilal Nadir
Bilal Nadir (en arabe : بلال نادر), né le 18 novembre 2003 à Nice (France), est un footballeur marocain qui évolue au poste de milieu de terrain à l'Olympique de Marseille.

## Biographie

### Carrière en club

#### Formation
Natif de Nice, il intègre le centre de formation de l'OGC Nice en 2009. Il fait toute sa catégorie des jeunes dans l'académie de l'OGC avant d'arriver à la porte de l'équipe réserve, où il n'arrive pas à se faire une place. Il partage une grande partie de sa formation à Nice aux côtés de son ami d'enfance Salim Ben Seghir.

#### Olympique de Marseille (depuis 2022)
En juillet 2021, Bilal Nadir et Salim Ben Seghir (en) sont attirés par Nasser Larguet pour s'engager avec l'effectif réserve de l'Olympique de Marseille en provenance de Nice,. Il évolue alors en National 2, quatrième division française. Le 28 août 2021, il est titularisé pour son premier match avec la réserve de Marseille lors d'une défaite un but à zéro contre le GOAL FC sous la houlette de l'entraîneur Maxence Flachez. En fin de saison, la réserve de Marseille termine dans le bas du classement du championnat et est relégué. Le 29 octobre 2022, en National 3, il inscrit un doublé contre l'ES Le Cannet-Rocheville lors d'une victoire sept à zéro. 
À l'été 2023, Bilal Nadir intègre l'effectif professionnel de l'Olympique de Marseille en s'entraînant régulièrement avec le groupe, prenant également part à la présaison sous Marcelino,. Le 24 septembre 2023, il est lancé par Gennaro Gattuso lors d'une défaite contre le Paris Saint-Germain en remplaçant Jonathan Clauss à la 84e minute,. Il est titularisé pour la première fois le 7 janvier 2024 en trente-deuxièmes de finale de la Coupe de France contre l'US Thionville mais se blesse gravement au genou lors du tour suivant contre le Stade rennais. Le 13 mars 2024, il prolonge son contrat jusqu'en 2026.
Après presque une année sans jouer, il revient dans le groupe lors d'une victoire en déplacement au RC Lens trois buts à un et entre en jeu en fin de match. Avec l'arrivée d'Ismaël Bennacer lors du mercato hivernal, il voit la concurrence se renforcer dans le poste de milieu de terrain. Le 5 janvier 2025, il marque son premier but en professionnel avec l'Olympique de Marseille à l'occasion du match de championnat de France contre Le Havre AC.

### Carrière internationale
Possédant la double-nationalité française et marocaine, Bilal Nadir a l'opportunité de jouer pour la sélection de son choix.

#### Entre la France et le Maroc
En mars 2019, il est appelé par José Alcocer avec la France -16 ans pour une double confrontation contre l'Estonie -17 ans. Le 19 mars, il dispute son premier match en entrant en jeu à la mi-temps en remplaçant Rocco Ascone lors d'une victoire quatre buts à zéro. Lors du deuxième match, il est titularisé et dispute 77 minutes mais les Français s'inclinent deux buts à un. Le 28 mai, il est rappelé pour un match amical contre l'Allemagne -16 ans, dans lequel il entre en jeu à la 78e minute en remplaçant Abdoullah Ba, défaite trois à zéro.
En septembre 2021, il est convoqué avec la France -19 ans pour un stage de préparation en Russie. Le 2 septembre 2021, il dispute son premier match sous la houlette de Landry Chauvin en entrant en jeu à la 85e minute à la place d'Elye Wahi lors d'une victoire cinq buts à deux. Deux jours plus tard, il est titularisé dans le poste de latéral gauche contre la Slovaquie -19 ans, match dans lequel il est remplacé à la mi-temps par Enzo El Fattahi.
En novembre 2023, il reçoit sa première convocation d'Issame Charaï pour rejoindre l'équipe du Maroc olympique dans le cadre des préparations aux Jeux olympiques d'été de 2024. Le 16 novembre 2023, il entre en jeu lors d'un match amical contre le Danemark espoirs en remplaçant Aïmen Moueffek à la 68e minute (défaite, 0-3),. Cinq jours plus tard, entré en jeu à la 77e minute, les Lionceaux de l'Atlas remportent leur deuxième match amical de la trêve internationale contre les États-Unis olympique (victoire, 1-0),.
Endurant une grave blessure en club au début de 2024, sa saison prend fin et il ne prend finalement pas part aux Jeux olympiques d'été de 2024, où les Marocains s'emparent de la médaille de bronze.

#### Équipe du Maroc
Le 14 mars 2025, il est convoqué par le sélectionneur Walid Regragui avec le Maroc pour deux matchs comptant pour les éliminatoires de la Coupe du monde 2026, dont un match contre le Niger et un autre contre la Tanzanie,.

## Style de jeu
Gaucher, Bilal Nadir est un milieu de terrain polyvalent et peut jouer dans différentes parties du terrain en fonction des besoins de l'équipe. Il n'est pas lié à un rôle spécifique et montre sa capacité à manœuvrer à travers différents scénarios présentés pendant un match. Que ce soit plus profondément sur le terrain en essayant d'orchestrer le jeu ou plus haut cherchant à apporter une impulsion offensive, il cherche à contribuer autant que possible.  
Son approche préférée utilise de hauts niveaux de compétence technique, en particulier dans des espaces restreints où il est capable de protéger le ballon ainsi que d'exécuter des passes à un rythme très rapide. Lorsqu'il est déployé à une position plus avancée, il bénéficie de plus de liberté pour réaliser des dribbles afin d'ouvrir de l'espace.  
Pendant un match, il s'engage tout au long du jeu, n'ayant besoin d'aucune restriction pour apporter quelque chose d'utile à l'équipe. Avec son énergie dirigée vers des efforts collectifs, cela fait de lui un individu progressiste. Cela, associé à sa nature proactive, lui permet de s'adapter à la vitesse du jeu de haut niveau et en fait un athlète en amélioration constante.

## Statistiques

### En club
| Saison                | Club                   | Championnat           | Championnat | Championnat | Championnat | Coupe(s) nationale(s) | Coupe(s) nationale(s) | Coupe(s) nationale(s) | Compétition(s) continentale(s) | Compétition(s) continentale(s) | Compétition(s) continentale(s) | Compétition(s) continentale(s) | Total | Total | Total |
| Saison                | Club                   | Division              | M.          | B.          | P.d.        | M.                    | B.                    | P.d.                  | Comp.                          | M.                             | B.                             | P.d.                           | M.    | B.    | P.d.  |
| 2021-2022             | Olympique de Marseille | Ligue 1               | 0           | 0           | 0           | -                     | -                     | -                     | C4                             | -                              | -                              | -                              | 0     | 0     | 0     |
| 2023-2024             | Olympique de Marseille | Ligue 1               | 5           | 0           | 0           | 2                     | 0                     | 0                     | C1+C3                          | 0+2                            | 0                              | 0                              | 9     | 0     | 0     |
| 2024-2025             | Olympique de Marseille | Ligue 1               | 15          | 1           | 0           | 1                     | 0                     | 0                     | -                              | -                              | -                              | -                              | 16    | 1     | 0     |
| Total sur la carrière | Total sur la carrière  | Total sur la carrière | 20          | 1           | 0           | 3                     | 0                     | 0                     | -                              | 2                              | 0                              | 0                              | 25    | 1     | 0     |

### En sélection marocaine
Le tableau suivant liste les rencontres de l'équipe du Maroc U23 des catégories des jeunes dans lesquelles Bilal Nadir a été sélectionné depuis le 16 novembre 2023.
| Catégorie | Date             | Lieu   | Adversaire | Résultat | Minutes | Compétition  | Buts | Passes | Capitaine | Club |
| --------- | ---------------- | ------ | ---------- | -------- | ------- | ------------ | ---- | ------ | --------- | ---- |
| Maroc U23 | 16 novembre 2023 | Murcie | Danemark   | 0 – 3    | 22 min  | Match amical | 0    | 0      | Non       | OM   |
| Maroc U23 | 21 novembre 2023 | Murcie | États-Unis | 1 – 0    | 13 min  | Match amical | 1    | 0      | Non       | OM   |

## Palmarès
Bilal Nadir est formé à l'Olympique de Marseille avec qui il est vice-champion de France en 2025.